# Джак Лейтън
Джак Лейтън (на английски: Jack Layton) е канадски политик от Нова демократическа партия (Канада).

## Биография
Джак Лейтън е роден на 18 юли 1950 година в Монреал и починал в Торонто на 11 август 2011.

## Политическа кариера
Джак Лейтън е бивш лидер на Нова демократическа партия (Канада).